# Ringwall Schießberg

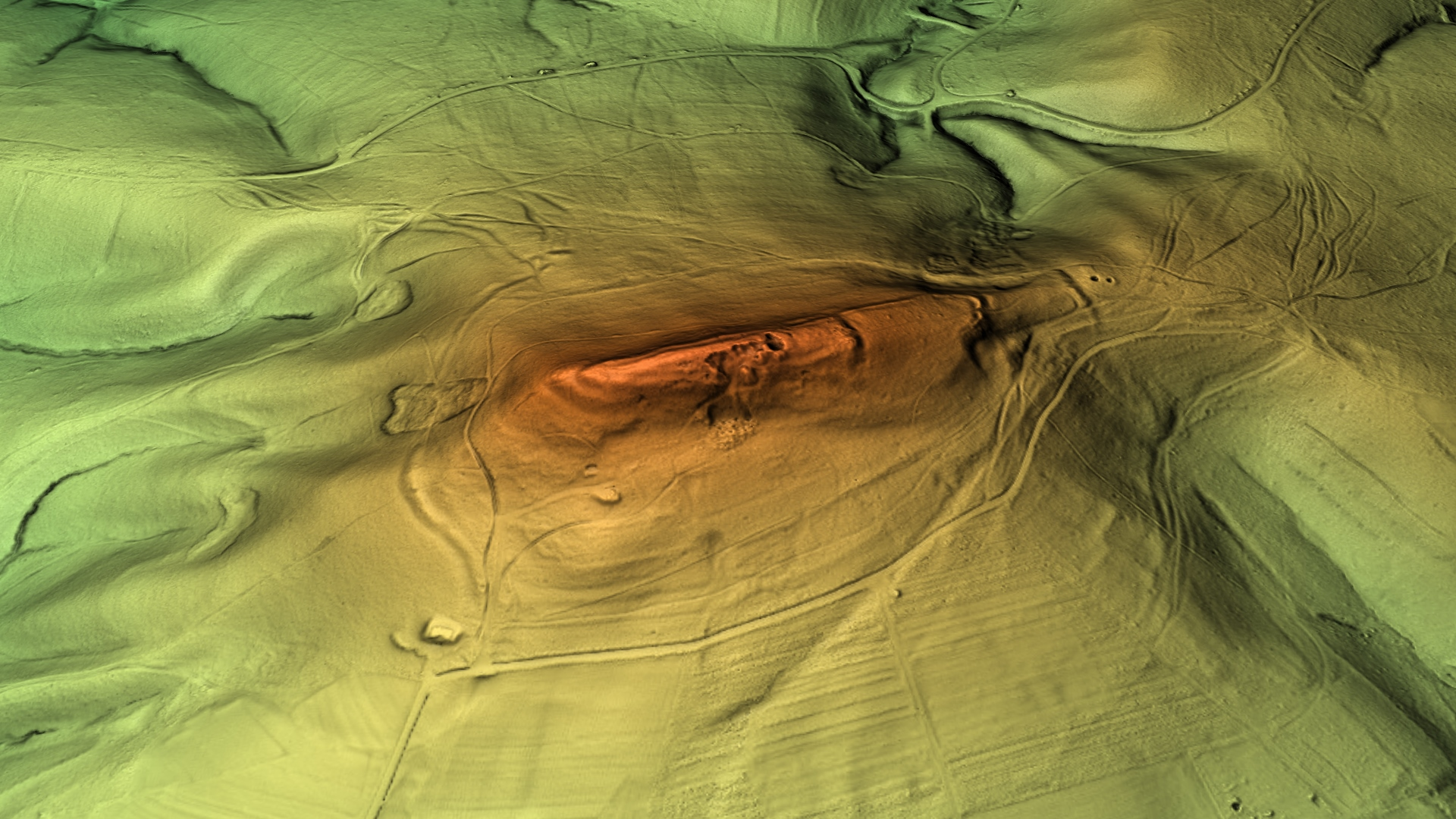
3D-Ansicht des digitalen Geländemodells

Der Ringwall Schießberg ist eine abgegangene frühmittelalterliche Ringwallanlage bei 422 m ü. NHN auf dem Schießberg, etwa 1100 Meter nordöstlich der Kirche von Unterstürmig, einem Gemeindeteil von Eggolsheim im Landkreis Forchheim in Bayern.
Von der ehemaligen Burganlage sind die Ringwälle und Grabenreste erhalten.